# Посавотамнава
Посавотамнава се налази, у просторно-географском смислу, у северозападној Србији и припада данашњем Мачванском округу. То је област коју данас захватају општине Владимирци и Kоцељева.
Посавотамнаву окружују следећа географска подручја: Kолубарски басен на истоку, Мачва са Поцерином на западу, а даље на западу и долина реке Дрине; на северу је Срем, односно, Војводина са пловним путевима Саве и Дунава. Јужно је планинско побрђе Влашића и Ваљевске Подгорине, односно, рејон Ваљева окружен низом острвских планина којима је долина Kолубаре одвојена од Подриња и слива Западне Мораве.